# Jacques Moreillon
Jacques Moreillon (* 16. November 1939 in Vevey) ist ein Schweizer Jurist und Politologe. Er gehört seit 1988 dem Internationalen Komitee vom Roten Kreuz (IKRK) an, für das er zwischen 1965 und 2007 als Delegierter in verschiedenen Ländern und von 1975 bis 1988 als Mitglied des IKRK-Direktorats tätig war. Von 1988 bis 2004 wirkte er als Generalsekretär der World Organization of the Scout Movement, einer internationalen Pfadfinderorganisation.

## Leben
Jacques Moreillon wurde 1939 in Vevey geboren und absolvierte an der Universität Lausanne ein Jurastudium, das er 1962 abschloss. Während seiner Zeit in Lausanne trat er der Studentenverbindung Zofingia bei. Später promovierte er am Genfer Hochschulinstitut für internationale Studien in Politologie. Bedingt durch das Thema seiner Dissertation, das Verhältnis des Internationalen Komitees vom Roten Kreuz (IKRK) gegenüber politischen Gefangenen, war er ab 1965 als Delegierter des IKRK im Einsatz. Bis zum Jahr 2007 absolvierte er insgesamt 242 Missionen in 79 Ländern. Zwischen 1974 und 1976 besuchte er als Delegierter mehrfach den späteren südafrikanischen Präsidenten Nelson Mandela, der bis 1990 als politischer Gefangener der damaligen Apartheid-Regierung inhaftiert war. Nach Angaben von Mandela bewirkten die Aktivitäten des Roten Kreuzes für die Gefangenen unter anderem die Lockerung ihrer Isolationshaft durch den Zugang zu Nachrichten und den Kontakt zu ihren Angehörigen.
Von 1975 bis 1988 gehörte Jacques Moreillon dem Direktorat des Komitees an, zunächst als Direktor für Rechts- und Grundsatzfragen, später als Direktor für allgemeine Angelegenheiten und als Generaldirektor. Im November 1988 gab er seine Position im IKRK-Direktorat auf und wurde Generalsekretär der World Organization of the Scout Movement (WOSM). Vom IKRK wurde er im gleichen Jahr als Mitglied kooptiert. Im März 2004 zog er sich vom Amt des WOSM-Generalsekretärs zurück und ging in den Ruhestand. In den 15 Jahren seines Wirkens stieg die Zahl der WOSM-Mitgliedsverbände von 120 auf 155 Länder und die Zahl der in ihnen zusammengeschlossenen Pfadfinder von 16 Millionen auf 28 Millionen.
Jacques Moreillon war darüber hinaus für verschiedene andere Organisationen tätig, so unter anderem von 1990 bis 2005 als Vorsitzender des Direktoriums des Genfer Zentrums für Angewandte Studien zu internationalen Verhandlungen (Centre for Applied Studies in International Negotiations, CASIN). Er ist Mitglied der französischen Ehrenlegion.
Jacques Moreillon ist verheiratet und Vater von zwei Söhnen.

## Werke (Auswahl)
- Le Comite International de la Croix-Rouge et la Protection des Detenus Politiques. Henry-Dunant-Institut, Genf 1973
- Scouts Serving the Cause of Literacy. Internationales Bildungsbüro der UNESCO, Genf 1990